# Max Gasser (Geodät)
Max Gasser (* 13. Februar 1872 in Sulzberg (Landkreis Oberallgäu); † 28. März 1954 in München) war ein deutscher Photogrammeter und Geodät. Er gilt als Pionier der Luftbildmessung.

## Leben
Max Gasser wurde 1872 im allgäuerischen Sulzberg als Sohn eines Sägewerksbesitzers und der Tochter eines Ziegeleibesitzers geboren.
Er studierte in München an der Universität sowie an der Technischen Hochschule, wo er im Jahr 1896 seinen Abschluss als Vermessungsingenieur erlangte. Ab dem Jahr 1900 war Gasser am Geodätischen Institut der Technischen Hochschule beschäftigt, bis er 1903 an der Universität zum Dr. phil. promovierte. Auf Aufforderung der Technischen Hochschule Darmstadt habilitierte er sich dort 1907 für Geodäsie und astronomische Ortsbestimmungen. Ab 1909 war er neben seiner Dozentur in Darmstadt zudem Abteilungsleiter der Optischen Firma Hahn in Kassel.
Seine Forschungsgebiete lagen unter anderem in der Photogrammetrie und Stereoskopie, zusammengefasst also in der Stereophotogrammetrie.
Um einen Versuchsflug zur Kartenaufnahme mit einem Zeppelin unternehmen zu können, setzte er sich mit dem Erfinder des Fluggeräts, Ferdinand von Zeppelin, in Verbindung und erreichte einen Versuchsflug am 20. Oktober 1909. Weitere Flüge folgten neben Zeppelinen auch in Parseval-Luftschiffen und Flugzeugen.
In demselben Jahr gründete er den Vorläufer der Deutschen Gesellschaft für Photogrammetrie, Fernerkundung und Geoinformation bei einem Kurs für Stereophotogrammetrie von Carl Pulfrich. In folgender sechsjähriger Forschungsarbeit erreichte er bedeutende Fortschritt auf letzterem Gebiet und erhielt im Jahr 1915 einige Patente zugesprochen. Finanziell profitieren konnte er davon jedoch nicht, da die Patente aufgrund des Ersten Weltkriegs militärisch gesperrt und beschlagnahmt wurden. Im Jahr 1914 unterrichtete er bereits 18 Offiziere in der Luftbildauswertung.
Auch nach dem Krieg blieb Gasser jedoch kaufmännisch erfolglos, wenngleich er einen gerichtlichen Patentstreit für sich entscheiden konnte. Im Jahr 1919 zog er nach Kalkberge bei Berlin, 1922 heiratete er in Berlin-Schöneberg die Bauerntochter Maria Haslauer. Im Jahr 1936 kehrte Gasser nach Bayern zurück und wohnte fortan bis zu seinem Tod 1954 in nach München-Pasing.

## Auszeichnungen
- 18. Juni 1936: Ehrenmitgliedschaft der Deutschen Gesellschaft für Stereoskopie[3]

## Schriften
- Die gegenseitige Orientierung zweier Flug-Messbilder als Lösung des Luftkartenproblems. Verlag Franz Müller, Kalkberge 1927, DNB 572727178.
- Die Aerokarte von Kalkberge. Verlag Franz Müller, Kalkberge 1926, DNB 57272716X.
- Über Phototopographie. 1912.
- Die aeronautische Ortsbestimmung. Verlag Stürz, Würzburg 1911, DNB 572727186.
- Zur Entwidmung der Basisapparate und Basismessungmethoden. 1907 (Habilitations-Schrift).
- Studien zu Philipp Apians Landesaufnahme. Akademischen Buchdruckerei, München 1903 (Dissertation).